# Liste der Landeshauptleute von Kärnten
Die Liste der Landeshauptleute von Kärnten führt alle Landeshauptleute von Kärnten auf sowie für die Zeit der Nicht-Selbständigkeit als Land die jeweiligen Gouverneure des Landes, dem Kärnten damals zugeordnet war. Das Amt des Landeshauptmannes ist in Kärnten mit durchaus ähnlichen Funktionen wie heute seit dem 13. Jahrhundert belegt.

## Landeshauptleute bis 1848
Hier wird die urkundlich überlieferte Amtszeit angeführt. Zeitweise, wie zum Beispiel in der zweiten Hälfte des 15. Jahrhunderts, war anstelle eines Landeshauptmanns lediglich ein Landesverweser tätig, das Land unterstand in diesen Fällen der unmittelbaren Hoheit des Königs bzw. Kaisers in seiner Funktion als Herzog von Kärnten.
- Ulrich Graf von Heunburg 1270
- Ulrich von Dürrenholz 1271–1273
- Ulrich von Taufers 1273–1274
- Heinrich Graf von Pfannberg 1275–1276
- Meinhard Graf von Görz-Tirol 1276–1279
- Cholo von Saldenhofen 1284
- Konrad von Aufenstein 1294–1335
- Ulrich Graf von Pfannberg 1335–1354
- Johann Graf von Pfannberg 1357–1360
- Friedrich von Aufenstein 1360–1362
- Johann Ribi von Lenzburg, Bischof von Gurk 1363
- Konrad I. Kraiger von Kraigk 1365–1367
- Meinhard Graf von Görz-Tirol 1370
- Ulrich von Liechtenstein 1381–1384
- Konrad II. Kraiger von Kraigk 1385–1398
- Otto von Ehrenfels 1399–1401
- Rudolf Graf von Sulz 1404–1405
- Rudolf von Liechtenstein 1407
- Rudolf Graf von Sulz 1408–1409
- Konrad III. Kraiger von Kraigk 1412–1446
- Jörg von Hallegg als Landesverweser 1441–1451
- Lienhard von Harrach als Landesverweser 1451–1455
- Siegmund Kreuzer als Landesverweser 1455–1470
- Konrad IV. Kraiger von Kraigk 1475–1488
- Jakob Székely 1493
- Ulrich von Weißpriach 1500–1503
- Veit Welzer 1520–1537
- Christoph Freiherr von Khevenhüller 1540–1557
- Christoph Freiherr von Thanhausen 1557–1565
- Georg Freiherr von Khevenhüller 1565–1587
- Johann Graf von Ortenburg 1587–1601
- Georg Graf von Nogarol 1602–1609
- Christoph David Graf von Urschenbeck 1610–1636
- Georg Sigmund Freiherr von Paradeiser 1636–1648
- Georg Andre Freiherr von und zu Kronegg 1649–1665
- Johann Karl Fürst von Porcia 1666–1667
- Sigmund Helfried Graf von Dietrichstein 1668–1686
- Franz Andrä Graf von Orsini-Rosenberg 1686–1698
- Sigmund Friedrich Graf von Khevenhüller 1698–1711
- Johann Peter Graf von Goëss 1712–1716
- Hannibal Alphons Fürst von Porcia 1716–1724
- Sigmund Rudolf Graf von Wagensberg 1726–1728
- Wolf Sigmund Graf von Orsini-Rosenberg 1728–1734
- Johann Anton Graf von Goëss 1734–1747
- Johann Gottfried Graf von Heister 1763–1773
- Franz Anton Graf von Khevenhüller-Metsch 1773–1774
- Vinzenz Graf von Orsini-Rosenberg 1774–1782
- Philipp Graf von Welsberg 1791
- Joseph Graf von O’Donell 1792–1794
- Franz Joseph Graf von Wurmbrand 1794–1801
- Johann Graf und Herr zu Brandis 1801–1803
- Peter Graf von Goëss 1804–1806
- Ferdinand Freiherr von Ulm 1807–1818
- Joseph Camillo Freiherr von Schmidburg 1819–1822
- Joseph Freiherr von Krufft 1822–1825
- Maria Hieronymus Graf von Platz 1826–1833
- Joseph Daublebsky Freiherr von Sterneck und Ehrenstein 1834–1848

## Gouverneure und Statthalter in Graz
Die Gouverneure beziehungsweise Statthalter in Graz waren von 1763 bis 1791, von 1804 bis 1825 und 1860/1861 auch für Kärnten zuständig, das damals kein selbständiges Kronland war.
- Johann Maximilian Graf von Wildenstein 1763–1773
- Alois Graf von Podstatzky-Lichtenstein 1773–1782
- Franz Anton Graf von Khevenhüller 1782–1791
- Franz Anton Graf von Stürgkh 1791
- Philipp Graf von Welsberg-Reitenau 1792–1806
- Franz Graf von Saurau 1806–1808
- Peter Graf von Goëss 1808–1810
- Ferdinand Graf von Bissingen-Nippenburg 1810–1815
- Christian Graf von Aicholt 1815–1822
- Franz Graf von Hartig 1824(?)–1830
- Michael Graf von Strassoldo 1853–1865

## Gouverneure in Laibach
Die Gouverneure in Laibach waren von 1809 bis 1849 für den Kreis Villach, von 1825 bis 1849 auch für den Kreis Klagenfurt zuständig.
- Graf Louis Baraguey d’Hilliers Juli bis Oktober 1809
- Marschall Auguste Frédéric Louis Viesse de Marmont, Herzog von Ragusa 1809–1811
- General Graf Bertrand 1811–1813
- Marschall Andoche Junot, Herzog von Abrantés März 1813
- Joseph Fouché, Herzog von Otranto Juli bis August 1813
- Freiherr Christoph von Lattermann 1813
- Julius Graf von Strassoldo 1816–1817
- Karl Graf von Inzaghy 1818–1819
- Joseph Graf von Sweerts-Spork 1819–1822
- Joseph Camillo Freiherr von Schmidburg 1822–1840
- Joseph Freiherr von Weingarten 1841–1848
- Leopold Graf von Welsersheimb 1848–1849

## Landeshauptleute und Landespräsidenten 1849 bis 1918

### Statthalter
- Johann Nepomuk Freiherr von Schloissnigg 1849–1860

### Landeshauptleute
(Der Landeshauptmann war vom Landesfürsten bestimmter Vorsitzender des Landtags und seines Exekutivkomitees, des Landesausschusses.)
- Adalbert Freiherr von Buol-Bernburg 1860–1861
- Georg Graf von Thurn-Valsassina 1861
- Johann Anton Graf von Goëss 1861–1876
- Johann Stieger 1876–1884
- Joseph Erwein 1884–1897
- Zeno Graf von Goëss 1897–1909
- Leopold Freiherr von Aichelburg-Labia 1909–1918

### Landespräsidenten
(Landespräsident war in einigen Kronländern der Titel des kaiserlichen Statthalters, des Vertreters des Landesfürsten und seiner Regierung in Wien.)
- Franz Freiherr von Schluga 1861–1867
- Karl Sigmund Graf von Hohenwart 1867–1868
- Guido Graf von Kübeck 1868–1870
- Kaspar Graf von Lodron-Laterano 1870
- Alois Freiherr von Ceschi a Santa Croce 1870–1872
- Kaspar Graf von Lodron-Laterano 1873–1880
- Franz Freiherr von Schmidt-Zabiérow 1880–1897
- Otto Ritter Fraydt von Fraydenegg 1897–1903
- Robert Freiherr von Hein 1903–1912
- Alfred Freiherr von Fries-Skene 1912–1915
- Karl Graf von Lodron-Laterano 1915–1918

## Landeshauptleute von 1918 bis 1938
- Arthur Lemisch, Landesverweser (parteilos) 1918–1921
- Florian Gröger (SDAPÖ) 1921–1923
- Vinzenz Schumy (Landbund) 1923–1927
- Arthur Lemisch (parteilos) 1927–1931
- Ferdinand Kernmaier (Landbund) 1931–1934
- Ludwig Hülgerth (VF) 1934–1936
- Arnold Sucher (VF) 1936–1938

## Landeshauptleute und Reichsstatthalter von 1938 bis 1945
- Wladimir von Pawlowski, Landeshauptmann März bis Mai 1938
- Hubert Klausner, Landeshauptmann 1938–1939
- Wladimir von Pawlowski, geschäftsführender Landeshauptmann 1939–1940
- Friedrich Rainer, Reichsstatthalter 1941–1945

## Landeshauptleute seit 1945
- Hans Piesch (SPÖ) 1945–1947
- Ferdinand Wedenig (SPÖ) 1947–1965
- Hans Sima (SPÖ) 1965–1974
- Leopold Wagner (SPÖ) 1974–1988
- Peter Ambrozy (SPÖ) 1988–1989
- Jörg Haider  (FPÖ) 1989–1991[1]
- Christof Zernatto (ÖVP) 1991–1999[2]
- Jörg Haider (FPÖ/BZÖ) 1999–2008[1]
- Gerhard Dörfler (BZÖ/FPK) 2008–2013[3]
- Peter Kaiser (SPÖ) seit 2013